# Ampharana antarctica
Ampharana antarctica är en ringmaskart som beskrevs av Hartman 1967. Ampharana antarctica ingår i släktet Ampharana och familjen Ampharetidae. Inga underarter finns listade i Catalogue of Life.